# Edifici de la Caixa de Pensions (Ripoll)
L'Edifici Caixa de Pensions és una obra de Ripoll protegida com a Bé Cultural d'Interès Local.

## Descripció

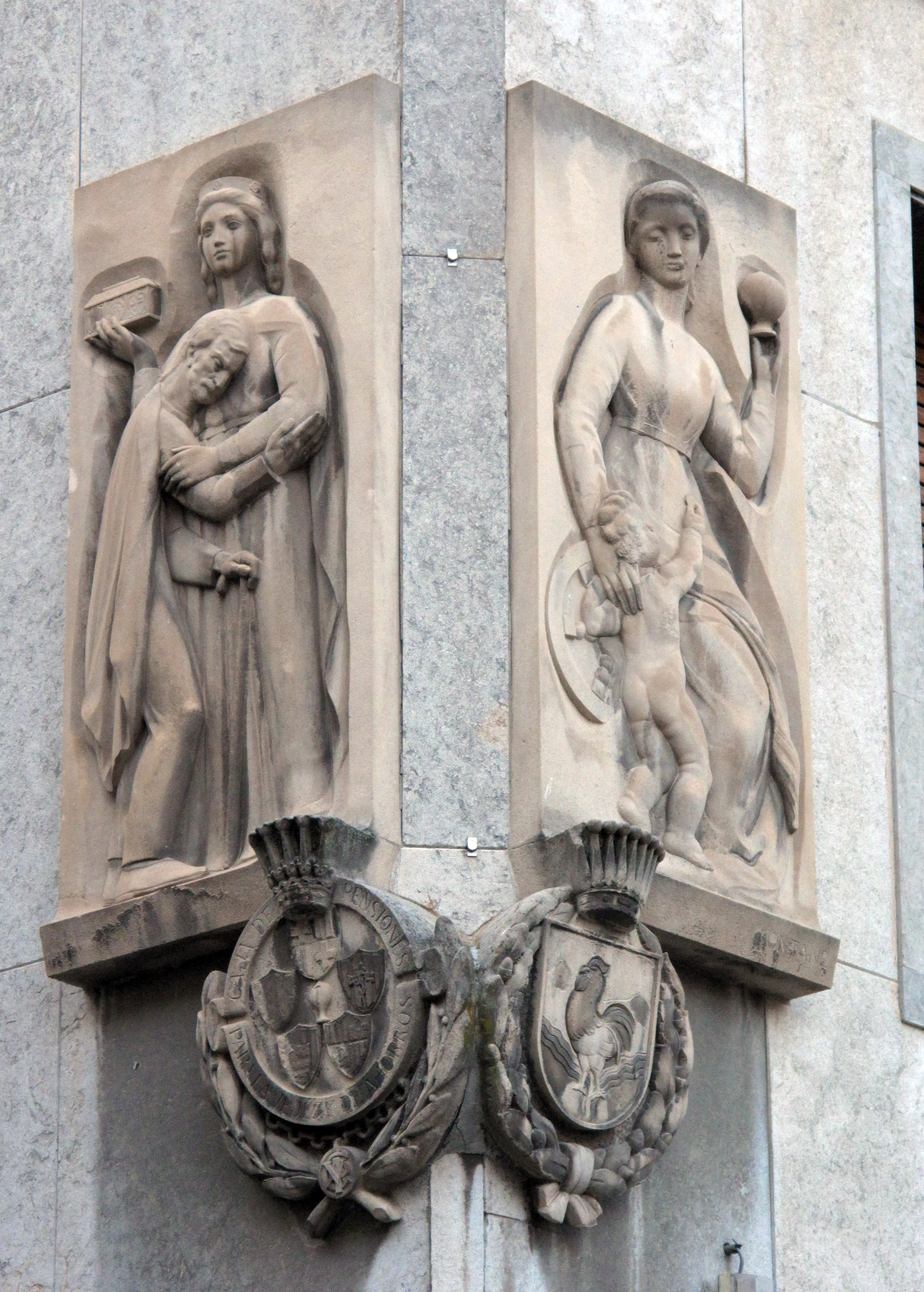
Relleus del xamfrà

L'edifici està format per dos cossos, consta de quatre plantes i altell. Al xamfrà de la plaça amb el carrer dels Mercaders s'alça un cos a mode de torre, amb coberta piramidal feta de pissarra. Als baixos, al xamfrà hi ha dos detalls escultòrics: l'escut de Ripoll i l'emblema de la Caixa. A la segona, tercera i quarta planta hi ha balcons. A la façana principal hi ha una tribuna que s'alça entre les plantes segona i tercera. Un dels elements decoratius dels plans de façana que donen a la plaça i al carrer Mercaders és la presència de plaques de pedra picada, aguantades per elements metàl·lics, al voltant de la majoria de les obertures i en les cantonades de la casa. La façana que dona al carrer dels Tallaferro no presenta cap element estructural a destacar.